# Simeï Ihily
Simeï Ihily (Lifou, 10 aprile 1959) è un ex calciatore francese, di ruolo centrocampista.

## Biografia
Nato il 10 aprile 1959 a Lifou, un'isola dell'arcipelago delle Isole della Lealtà in Nuova Caledonia, Simeï Ihily si avvicina al calcio fin da giovane, affermandosi come uno dei talenti locali più promettenti. Cresciuto in un contesto in cui il calcio rappresentava una delle principali passioni sportive, si è distinto per le sue qualità tecniche e la sua capacità di gestire il gioco a centrocampo. Grazie alla sua versatilità, ha ricoperto diversi ruoli nella mediana, dimostrando visione di gioco, resistenza e intelligenza tattica.
Nel corso della sua carriera, ha avuto l'opportunità di competere ai massimi livelli del calcio locale, contribuendo alla crescita e alla diffusione di questo sport in Nuova Caledonia, un territorio in cui il calcio ha sempre avuto un forte legame con l'identità culturale. Pur non avendo raggiunto il grande palcoscenico del calcio europeo, il suo impegno e le sue prestazioni gli hanno garantito il rispetto e l'ammirazione della comunità calcistica locale.
Conclusa la carriera di calciatore, ha svolto la professione di insegnante di educazione fisica in Nuova Caledonia, Trasmettendo non solo competenze tecniche, ma anche valori di disciplina, sacrificio e passione per lo sport.

## Caratteristiche tecniche
Era un centrocampista offensivo che poteva ricoprire anche diversi ruoli nel reparto avanzato, fra cui quello di ala sinistra. Era molto veloce e abile nell'uso di entrambi i piedi.

## Carriera
Ha totalizzato 219 incontri e 28 reti nella massima divisione francese con la maglia del Bastia, vincendo da titolare l'edizione 1980-1981 della Coppa di Francia e disputando 4 gare in Coppa delle Coppe l'anno successivo. Nel 1985 venne ceduto al Nîmes, dove disputò soltanto 25 incontri in due stagioni a causa di un infortunio al ginocchio che lo costrinse al ritiro nel 1987.

## Palmarès
- Coppa di Francia: 1

Bastia: 1980-1981